# Marianne Puglia
Marianne Pasqualina Puglia Martinez (La Victoria, 25 gennaio 1985) è una modella e personaggio televisivo venezuelana di origine italiana.

## Biografia
Nel 2006 ha partecipato al concorso di bellezza Miss Venezuela e, nello stesso anno, alle selezioni per Miss Terra 2006, dove si è classificata al terzo posto. Nel 2007 si è trasferita in Italia per continuare la professione di modella e vi è diventata testimonial della NWY, azienda d'abbigliamento casual di proprietà di Francesco Totti. Nel 2008 ha fatto parte del cast di Lucignolo, dove ha interpretato una delle due Lucy's Angels, incaricate di intervistare e provocare personaggi vip; sempre per Lucignolo ha posato per il calendario 2009. È inoltre apparsa in alcuni video musicali di Arash, Pure Love nel 2009 e Broken Angel  nel 2010.
Nel 2009 è stata tra i concorrenti della quarta edizione del reality show di Canale 5 La fattoria, condotta da Paola Perego, venendo poi eliminata nel corso della quinta puntata. Successivamente, il 26 giugno dello stesso anno, ha partecipato alla manifestazione di Rete 4 Sfilata d'amore e moda, condotta da Emanuela Folliero, in qualità di testimonial d'eccezione. 
Sposata col chirurgo plastico marocchino Hassan Ben Moussa, vive attualmente nel paese del marito.

## Televisione
- Lucignolo - Inviata con Lisa Dalla Via (2008)
- La fattoria - Concorrente (2009)
- Sfilata d'amore e moda - Testimonial d'eccezione (2009)